# Anomis barata
Anomis barata là một loài bướm đêm trong họ Erebidae.